# Championnat du Burundi de football 2014-2015
Navigation
Saison précédente Saison suivante
La saison 2014-2015 du Championnat du Burundi de football est la cinquante-deuxième édition de la Ligue A, le championnat de première division au Burundi. Les seize meilleures équipes du pays sont regroupées au sein d’une poule unique où ils s’affrontent deux fois au cours de la saison, à domicile et à l’extérieur. En fin de saison, les trois derniers du classement sont relégués et remplacés par les trois meilleurs clubs de deuxième division.
C'est le club de Vital’O FC qui est sacré cette saison après avoir terminé en tête du classement final, avec treize points d’avance sur le tenant du titre, LLB Académic et dix-neuf sur Bujumbura City FC. Il s’agit du dix-neuvième titre de champion du Burundi de l’histoire du club.

## Qualifications continentales
Le champion du Burundi se qualifie pour la Ligue des champions de la CAF 2016 tandis que le vainqueur de la coupe nationale (ou le vice-champion si la Coupe n'est pas organisée) obtient son billet pour la Coupe de la confédération 2016.

## Les clubs participants
| - Vital’O FC - InterStar - Atlético Olympic - LLB Académic - Académie Tchité FC - Le Messager FC Ngozi - Bujumbura City FC - Rusizi FC - Promu de D2 - Le Messager FC de Bujumbura - Promu de D2 | - Muzinga FC - Nyanza United - Promu de D2 - Olympique Star - Promu de D2 - Prince Louis FC - Volontaires FC - Flambeau de l’Est - Royal FC de Muramvya |

## Compétition
Le barème utilisé pour établir le classement est le suivant :
- Victoire : 3 points
- Match nul : 1 point
- Défaite : 0 point

### Classement
| Rang | Équipe                       | Pts | J  | G  | N  | P  | Bp | Bc | Diff |
| ---- | ---------------------------- | --- | -- | -- | -- | -- | -- | -- | ---- |
| 1    | Vital’O FCC                  | 72  | 30 | 23 | 3  | 4  | 66 | 13 | +53  |
| 2    | LLB AcadémicT                | 59  | 30 | 18 | 5  | 7  | 47 | 18 | +29  |
| 3    | Bujumbura City FC            | 53  | 30 | 15 | 8  | 7  | 39 | 25 | +14  |
| 4    | Le Messager FC Ngozi         | 50  | 30 | 14 | 8  | 8  | 43 | 25 | +18  |
| 5    | Atlético Olympic             | 47  | 30 | 12 | 11 | 7  | 28 | 20 | +8   |
| 6    | InterStar                    | 43  | 30 | 12 | 7  | 11 | 34 | 31 | +3   |
| 7    | Muzinga FC                   | 42  | 30 | 11 | 9  | 10 | 33 | 30 | +3   |
| 8    | Rusizi FCP                   | 40  | 30 | 11 | 7  | 12 | 25 | 25 | 0    |
| 9    | Olympique StarP              | 39  | 30 | 9  | 12 | 9  | 28 | 23 | +5   |
| 10   | Flambeau de l’Est            | 39  | 30 | 9  | 12 | 9  | 34 | 32 | +2   |
| 11   | Nyanza UnitedP               | 34  | 30 | 8  | 10 | 12 | 23 | 34 | -11  |
| 12   | Le Messager FC de BujumburaP | 33  | 30 | 8  | 9  | 13 | 25 | 28 | -3   |
| 13   | Royal FC de Muramvya         | 31  | 30 | 7  | 10 | 13 | 24 | 41 | -17  |
| 14   | Prince Louis FC              | 30  | 30 | 9  | 3  | 18 | 32 | 51 | -19  |
| 15   | Volontaires FC               | 28  | 30 | 7  | 7  | 16 | 25 | 42 | -17  |
| 16   | Académie Tchité FC           | 16  | 30 | 5  | 1  | 24 | 18 | 88 | -70  |

|  | Qualification pour la Ligue des champions de la CAF 2016                 |
|  | Qualification pour la Coupe de la confédération 2016                     |
|  | Relégation directe en deuxième division                                  |
|  | T : Tenant du titre C : Vainqueur de la Coupe du Burundi P : Promu de D2 |

## Bilan de la saison
| Championnat du Burundi de football 2014-2015 |                        |
| Champion                                     | Vital’O FC (19e titre) |
| Coupes et trophées                           |                        |
| Vainqueur de la Coupe du Burundi 2014-2015   | Vital’O FC             |
| Qualifications continentales                 |                        |
| Ligue des champions de la CAF 2016           | Vital’O FC             |
| Coupe de la confédération 2016               | Atlético Olympic       |
| Promotions et relégations                    |                        |
| Promus en Ligue A                            | Olympic Muremera       |
| Promus en Ligue A                            | Les Crocos FC          |
| Promus en Ligue A                            | Les Elephants FC       |
| Relégués en Ligue B                          | Prince Louis FC        |
| Relégués en Ligue B                          | Volontaires FC         |
| Relégués en Ligue B                          | Académie Tchité FC     |